# Andreï Bondarev
Pour les articles homonymes, voir Bondarev.
Andreï Leontievitch Bondarev (en russe : Андрей Леонтьевич Бондарев), né le 20 août 1901, mort le 23 septembre 1961, était un général de l'Union soviétique. Il a reçu le titre de Héros de l'Union soviétique le 16 octobre 1943.
A.L. Bondarev est né dans une ferme du raïon de Novy Oskol dans l'oblast de Belgorod, de parents paysans, et a été secrétaire du Conseil de village. Bondarev s'engage en 1921 dans l'Armée rouge, puis suit les cours du Krementchoug 52 pour devenir officier. Il est versé dans le régiment d'infanterie no 74 et sert dans l'armée insurrectionnelle d'Ukraine de Nestor Makhno.
A.L. Bondarev reprend des études à l'école militaire de Kiev en 1925, pour être versé, en 1927, au 166e régiment de fusiliers dans le district militaire de Léningrad. En mars 1934, il commande le 167e régiment d'infanterie. Avec le début de la Guerre d'hiver, en août 1939, il commande la 168e division d'infanterie (ru). À la suite de la décimation de son unité, il retourne à l'Académie militaire Frounzé.
Le 23 septembre 1961, il décède d'une hémorragie cérébrale dans le village de Borissovo-Griniova et est enterré dans le village de Borovka dans la région de Novy Oskol (oblast de Belgorod).

## Décorations
- 16 octobre 1943 Héros de l'Union soviétique,
- Trois fois à l'Ordre de Lénine,
- Cinq fois de l'Ordre du drapeau rouge,
- Ordre de Koutouzov de premier degrés,
- Ordre de Koutouzov de second degrés,
- Ordre de Bogdan Khmelnitski
- Ordre de Souvorov,
- Ordre de l'Étoile rouge,
- Ordre de la Croix de Grunwald
- Médaille pour la victoire sur l'Allemagne
- Médaille pour la Défense de Léningrad

## Sources
- (ru) Cet article est partiellement ou en totalité issu de l’article de Wikipédia en russe intitulé « Бондарев, Андрей Леонтьевич » (voir la liste des auteurs).